# Dendropanax leptopodus
Dendropanax leptopodus är en araliaväxtart som först beskrevs av Donn.Sm., och fick sitt nu gällande namn av Albert Charles Smith. Dendropanax leptopodus ingår i släktet Dendropanax och familjen Araliaceae. Inga underarter finns listade.